# Josef Wilhelm
Josef Wilhelm (ur. w 1892, zm. w 1956 roku) – szwajcarski gimnastyk, medalista olimpijski z Paryża.